# Campylopus purpureocaulis
Campylopus purpureocaulis là một loài Rêu trong họ Dicranaceae. Loài này được Dusén mô tả khoa học đầu tiên năm 1905.